# Zdeněk Křivský
Zdeněk Křivský (* 5. prosince 1941) byl český a československý chemický inženýr, politik, bezpartijní poslanec Sněmovny lidu Federálního shromáždění po sametové revoluci.

## Biografie
Profesně je k roku 1990 uváděn jako pracovník Ústavu pro výzkum a využití paliv, bytem Ústí nad Labem.
V lednu 1990 zasedl v rámci procesu kooptací do Federálního shromáždění po sametové revoluci do Sněmovny lidu (volební obvod č. 53 – Ústí nad Labem, Severočeský kraj) jako bezpartijní poslanec. Ve Federálním shromáždění setrval do konce funkčního období, tedy do svobodných voleb roku 1990.
Byl členem České společnosti chemického inženýrství. Uvádí se rovněž jako výkonný ředitel Severočeského ekonomického vzdělávacího sdružení.